# Le Vanneau-Irleau
Le Vanneau-Irleau é uma comuna francesa na região administrativa da Nova Aquitânia, no departamento de Deux-Sèvres. Estende-se por uma área de 14,17 km². Em 2010 a comuna tinha 894 habitantes (densidade: 63,1 hab./km²).